# Bredtjärnen (Grythyttans socken, Västmanland)
Bredtjärnen är en sjö i Hällefors kommun i Västmanland och ingår i Göta älvs huvudavrinningsområde. Sjön har en area på 0,134 kvadratkilometer och ligger 189,2 meter över havet.

## Delavrinningsområde
Bredtjärnen ingår i det delavrinningsområde (660931-143001) som SMHI kallar för Mynnar i Halvarsnoren. Medelhöjden är 189 meter över havet och ytan är 1,26 kvadratkilometer. Det finns ett avrinningsområde uppströms, och räknas det in blir den ackumulerade arean 9,53 kvadratkilometer. Vattendraget som avvattnar avrinningsområdet har biflödesordning 3, vilket innebär att vattnet flödar genom totalt 3 vattendrag innan det når havet efter 329 kilometer. Avrinningsområdet består mestadels av skog (77 procent). Avrinningsområdet har 0,13 kvadratkilometer vattenytor vilket ger det en sjöprocent på 10,7 procent.